# Despréz (cráter)
Despréz es un cráter de impacto de 47,05 km de diámetro del planeta Mercurio. Debe su nombre al compositor francés  Josquin des Prés (c. 1440-1521), y su nombre fue aprobado por la  Unión Astronómica Internacional en 1979.